# UAZ Simbir
De UAZ Simbir (Russisch: УАЗ Симбир, op basis van gestandaardiseerde typeaanduidingen ook UAZ-3162 of УАЗ-3162) is een terreinauto van de Russische autofabrikant OeAZ. Het is in wezen een UAZ-3160 met verlengde wielbasis. De UAZ-2360 is een afgeleide bedrijfswagenuitvoering. 

## Geschiedenis
De ontwikkeling van een SUV door OeAZ werd in de jaren tachtig gestart maar pas op 5 augustus 1997 rolde de eerste UAZ-3160 van de lopende band. De 2,9 liter benzinemotor met carburateur werd geleend van de OeAZ 3151 en ook het chassis werd in gemoderniseerde vorm overgenomen. Technische vernieuwingen waren een vijfversnellingsbak, assen uit één stuk, gewijzigde voorvering en stuurbekrachtiging. De carrosserie werd ontwikkeld in samenwerking met AvtoVAZ en vertoonde daardoor gelijkenissen met de Lada 110-serie.
Het resultaat onderscheidde zich van de bestaande OeAZ-modellen door een hoger comfortniveau en verbeterde technische en economische parameters. Fraaiere carrosseriekleuren, een zonnedak, moderne verlichting, radiaalbanden, uitstekend zicht rondom, een modern instrumentenpaneel en een interieurontwerp dat vergelijkbaar was met personenauto's uit die tijd.
Het grootste probleem was het behoud van de vijfdeurs carrosserie op de korte wielbasis. Problematische rij-eigenschappen en stabiliteit maakten het noodzakelijk om de auto te verfijnen, waardoor op 27 april 2000 de UAZ-3162 "Simbir" met een langere wielbasis en nieuwe Spicer-assen aan het gamma werd toegevoegd.

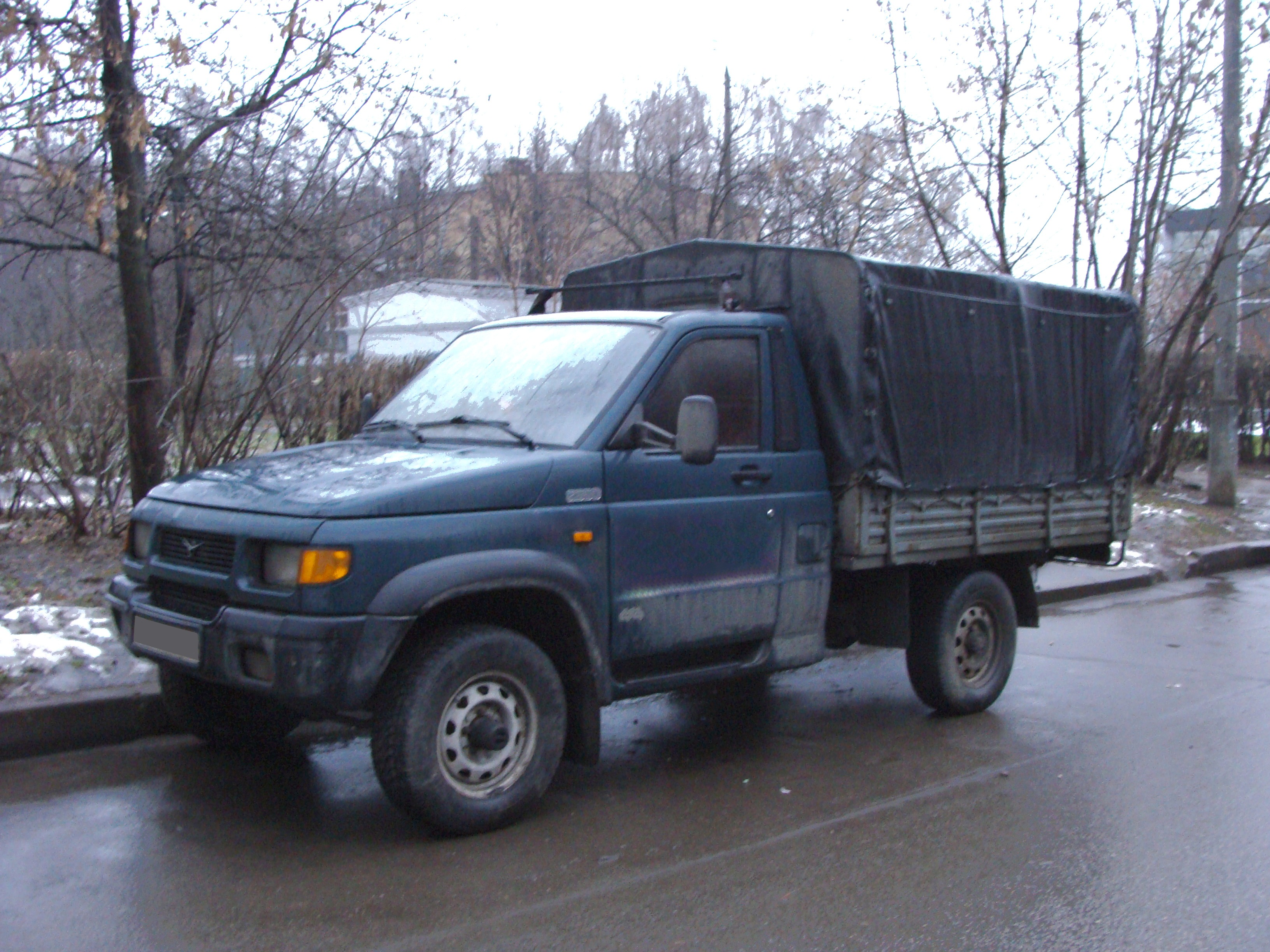
UAZ-2360

De op de Simbir gebaseerde UAZ-2360 pick-up werd voor het eerst getoond op de autoshow van Moskou in 2002 maar de productie begon pas in 2004. Het model werd in 2004 en 2005 in kleine aantallen geproduceerd, hoewel de 2360 oorspronkelijk was bedoeld ter vervanging van de OeAZ 3303. Het laadvermogen was ongeveer 1000 kg. De cabine met twee zitplaatsen werd aangepast overgenomen van de Simbir, daarachter bevond zich een vlakke laadvloer.
In de loop der jaren werden benzinemotoren van ZMZ en turbodiesels van VM Motori en ZMZ (514) gemonteerd in de Simbir. Qua inschakelbare vierwielaandrijving verschilde de Simbir niet van andere UAZ-modellen.
De productie van het 3160-model werd stopgezet in 2003, er werden in totaal ongeveer 7.500 exemplaren gemaakt. De 3162 bleef in productie tot 2005, er werden in totaal ongeveer 1.700 exemplaren geproduceerd. De opvolger van dit model was de UAZ Patriot, een grondig gemoderniseerde Simbir met lange wielbasis.